# Brattháls (berg)
Brattháls är ett berg i republiken Island. Det ligger i regionen Austurland, 300 km öster om huvudstaden Reykjavík.
Trakten runt Brattháls är nära nog obefolkad, med mindre än två invånare per kvadratkilometer. Det finns inga samhällen i närheten. Trakten runt Brattháls består i huvudsak av gräsmarker.